# Latomeandridae
Famille
Les Latomeandridae sont une famille éteinte de coraux durs de l'ordre des Scleractinia (ou scléractiniaires). Les différentes espèces sont trouvées dans des terrains datant entre 221,5 et 15,97 Ma, avec une répartition mondiale.

## Liste des genres
Selon GBIF (4 octobre 2023) :
- †Archaeoseris Gregory, 1900
- †Axophyllia d'Orbigny, 1849
- †Balkhanomeandra Bugrova, 2021
- †Baryphyllia de Fromentel, 1857
- †Chorisastrea de Fromentel, 1861
- †Collignonastraea Alloiteau, 1958
- †Comophyllia d'Orbigny, 1849
- †Crateroseris Tomes, 1883
- †Digitosmilia Beauvais, 1972
- †Dimorphastraea d'Orbigny, 1850
- †Dimorphastrea d'Orbigny, 1850
- †Dimorphofungia Beauvais, 1974
- †Dimorphomeandra Alloiteau, 1958
- †Edwardsoseris Alloiteau, 1948
- †Ellipsocoenia d'Orbigny, 1850
- †Epistreptophyllum Milaschewitsch, 1876
- †Faviomorpha Reig Oriol, 1990
- †Favoidioseris
- †Fungiaphyllia Melnikova & Roniewicz, 2017
- †Fungiastraea Alloiteau, 1952
- †Gyrodendron Quenstedt, 1880
- †Halucinophyllia Eliášová, 2015
- †Latiastrea Beauvais, 1964
- †Latimaeandra Milne Edwards & Haime, 1857
- †Latomeandra Milne Edwards & Haime, 1849
- †Lophomeandra Beauvais, 1982
- †Microphyllia d'Orbigny, 1849
- †Microphylliopsis Beauvais, 1966
- †Mixastraea Roniewicz, 1976
- †Neothecoseris Eliasova, 1994
- †Ovalastrea d'Orbigny, 1849
- †Periseris Ferry, 1870
- †Polyseris Alloiteau, 1957
- †Protoseris Milne Edwards, 1850
- †Sakalavastraeopsis Beauvais, 1970
- †Thamnoseris de Fromentel, 1861
- †Tricycloseris Tomes, 1878
- †Trigerastraea Alloiteau, 1952
- †Trochoplegmopsis Roniewicz, 1976
- †Valliculastraea Alloiteau, 1957
- †Viminohelia Geyer, 1954

## Systématique
La famille des Latomeandridae a été créée en 1952 par le paléontologue français James Alloiteau (d) (1890-1969).
Cette famille est parfois orthographiée sous le synonyme de Latomeandriidae.